# 14622 Arcadiopoveda
14622 Arcadiopoveda este un asteroid din centura principală de asteroizi.

## Descriere
14622 Arcadiopoveda este un asteroid din centura principală de asteroizi. A fost descoperit pe 28 octombrie 1998 în cadrul proiectului CSS. Asteroidul prezintă o orbită caracterizată de o semiaxă mare de 3,17 ua, o excentricitate de 0,16 și o înclinație de 27,3° în raport cu ecliptica.